# ASM-135 ASAT
ASM-135 ASAT je protusatelitska višestupanjska raketa koja se lansira iz zraka koju je razvio Ling-Temco-Vought odjel LTV Aerospace. ASM-135 nosio je isključivo borbeni zrakoplov F-15 Eagle Zračnih snaga Sjedinjenih Država (USAF).

## Razvoj
Kasnih 1950-ih Sjedinjene Države počele su razvijati protusatelitsko oružje. Prvo američko protusatelitsko oružje bio je Bold Orion Weapon System 199B. Kao i ASM-135, projektil Bold Orion lansiran je iz zraka, ali u ovom slučaju iz B-47 Stratojet. Bold Orion testiran je 13. listopada 1959. protiv satelita Explorer 6. Dvostupanjska raketa Bold Orion prošla je unutar 6.4 od Explorera 6. S ove udaljenosti, samo bi nuklearna bojeva glava relativno velike jačine vjerojatno uništila metu.
Godine 1979. USAF je izdao ugovor s tvrtkom LTV Aerospace za početak rada na ALMV-u. Dizajn LTV Aerospace sadržavao je višestupanjski projektil s infracrvenom bojnom glavom za navođenje kinetičke energije. 

## Dizajn
ASM-135 dizajniran je za lansiranje s F-15A u nadzvučnom zumiranju. Računalo misije F-15 i heads-up zaslon modificirani su kako bi pilotu davali upute za upravljanje. 
Modificirana raketa Boeing AGM-69 SRAM s dvopulsnim raketnim motorom na čvrsto gorivo Lockheed Propulsion Company LPC-415 korištena je kao prvi stupanj ASM-135 ASAT.
LTV Aerospace Altair 3 korišten je kao drugi stupanj ASM-135. Altair 3 koristio je raketni motor na čvrsto gorivo Thiokol FW-4S. Stupanj Altair 3 također je korišten kao četvrti stupanj za raketu Scout i prethodno je korišten u pokušajima protusatelitskog oružja Bold Orion i Hi-Hoe (Caleb). Altair je bio opremljen potisnicima na hidrazin koji su se mogli koristiti za usmjeravanje projektila prema ciljnom satelitu.
LTV Aerospace također je osigurao treći stupanj za ASM-135 ASAT. Ovaj stupanj je nazvan presretač Miniature Homing Vehicle (MHV). Prije postavljanja drugi stupanj korišten je za okretanje MHV-a do otprilike 30 okretaja u sekundi i usmjeravanje MHV-a prema meti. 
Honeywellov prstenasti laserski žiroskop korišten je za određivanje brzine vrtnje i za dobivanje inercijalne vremenske reference prije nego što se MHV odvoji od drugog stupnja. Infracrveni senzor je razvijen od strane Hughes Research Laboratories. Senzor je koristio trakasti detektor gdje su četiri trake indij bizmuta bile raspoređene u križ, a četiri trake su bile raspoređene kao logaritamske spirale. Dok se detektor vrtio, položaj infracrvene mete mogao se mjeriti dok je prelazila trake u vidnom polju senzora. MHV infracrveni detektor hlađen je tekućim helijem iz dewara instaliranog umjesto bubnja za streljivo na F-15 i iz manjeg dewara smještenog u drugom stupnju ASM-135.  
Sustav za navođenje MHV pratio je samo ciljeve u vidnom polju infracrvenog senzora, ali nije određivao visinu, položaj ili domet do cilja. Izravno proporcionalno vođenje vidnog polja koristilo se informacijama s detektora za manevriranje i poništavanje bilo kakve promjene vidnog polja. Bang-bang kontrolni sustav korišten je za ispaljivanje 56 raketnih motora s punim punjenjem za "skretanje" i smanjenje potiska s 8 polunapunjenih "end-game" raketnih motora na čvrsto gorivo raspoređenih po obodu MHV-a. Pola punjenja 8 "end-game" motora korišteni su za izvođenje finijih prilagodbi putanje neposredno prije presretanja ciljanog satelita. Četiri kapsule na stražnjoj strani MHV-a sadržavale su male raketne motore za kontrolu položaja. Motori su se koristili za prigušivanje središnje rotacije od strane MHV-a. 

## Testna lansiranja
| Broj leta | Datum             | Opis                                                              |
| --------- | ----------------- | ----------------------------------------------------------------- |
| 1         | 21. siječnja 1984 | Projektil uspješno testiran bez minijaturnog vozila               |
| 2         | 13. studenog 1984 | Projektil je zakazao kada je MHV bio usmjeren na zvijezdu.        |
| 3         | 13. rujna 1985    | Projektil uspješno uništava satelit P78-1 Solwind                 |
| 4         | 22. kolovoza 1986 | Projektil uspješno testiran kada je MHV bio usmjeren na zvijezdu. |
| 5         | 29. rujna 1986    | Projektil uspješno testiran kada je MHV bio usmjeren na zvijezdu. |